# Grasleitenkopf (Hüttschlag)
Der Grasleitenkopf (auch Grasleitenkogel und Großbärenkogel) ist ein 2406 m ü. A. hoher Berg in der Ankogelgruppe der Zentralalpen im österreichischen Bundesland Salzburg.

## Lage und Umgebung
Der Gipfel des Grasleitenkopfs erhebt sich an der Grenze zwischen den Gemeinden Hüttschlag im Norden und Bad Gastein im Süden. Der Bad Gasteiner Teil des Bergs gehört zum Nationalpark Hohe Tauern, der Hüttschlager Teil zum Landschaftsschutzgebiet Hüttschlager Talschlüsse. Zu den Bergen in der Umgebung zählen der 2434 m ü. A. hohe Glaserer im Nordwesten und – jenseits der 2196 m ü. A. hohen Bärenscharte – der 2458 m ü. A. hohe Hühnerkarkopf im Südosten. Mit dem Raffelrinnbach hat ein rechtsseitiger Nebenbach des Kötschachbachs seinen Ursprung am Grasleitenkopf.
Das Naturwaldreservat Prossauwald ist ein 43,12 ha großer geschützter Landschaftsteil an den südlichen Hängen. Im Tal südöstlich des Gipfels steht die Kesselkarhütte, eine zur Ortschaft Bad Gastein gehörende Jagdhütte. Der Grasleitenkopf zählt zu den 55 Gipfeln des Gasteinertals, für deren vollständige Besteigung der Gasteiner Gipfelkranz vergeben wird, die höchste Klasse der Gasteiner Wandernadeln des Österreichischen Alpenvereins.

## Geologie
In geologischer Hinsicht ist der Grasleitenkopf von Granitgneis und Orthogneis geprägt. An den mittleren nördlichen Hängen finden sich klastisches Sediment.

## Flora
An den Nord- und Südhängen unterhalb des felsigen Gipfelbereichs erstrecken sich Latschen-Buschwälder. Darunter schließen im Süden Zirben- und Nadelmischwälder an. Charakteristisch für den Prossauwald ist das kleinflächige Vorhandensein unterschiedlicher Nadelwaldtypen.